# 寝屋川市中1男女殺害事件
寝屋川市中1男女殺害事件（ねやがわしちゅういちだんじょさつがいじけん）は、2015年（平成27年）8月に大阪府寝屋川市に住む中学1年生の男女2人が誘拐・殺害された事件である。
被害者である少女Aと少年B（共に当時12歳）は8月12日に家を出て、行動を共にしたあと翌日の8月13日に行方不明となり、同日深夜にAの遺体が、8月21日にBの遺体が発見された。同日に山田 浩二（やまだ こうじ）が2人への殺人や死体遺棄などの罪で大阪府警に逮捕・起訴された。山田は刑事裁判にて、2人に対して殺意はなく殺人罪は成立しないと主張するも認められず、2018年12月に大阪地裁で死刑判決を受け控訴したが、2019年5月に突然控訴を取り下げて死刑判決を確定させた。
その後、弁護側がこの控訴取り下げの無効を訴え、大阪高裁が同年12月にこれを認める決定を出した。これに対し大阪高等検察庁が異議を唱えて無効決定は差し戻され、更にこの係争中に山田が2度目の控訴取り下げを行うなど高裁での審理は長期化した。およそ2年の審理の末、最終的には2021年8月に2回目の控訴取り下げが有効と認められ、山田への死刑判決が再び確定した。

## 犯人・山田浩二
本事件の犯人である山田 浩二（やまだ こうじ、1970年〈昭和45年〉4月4日生まれ、当時45歳）は事件の現場となった寝屋川市に隣接する大阪府枚方市出身で、少年期から犯罪を繰り返し窃盗などで少年鑑別所などに入所しており、過去に被害者を死亡させた例はなかったが、事件までに前科8犯だった。
2020年（令和2年）9月に養子縁組し、同年10月に獄中結婚したことで、結婚相手である女性の姓「M」に改姓した。またその前後（2023年時点から数えて数年前）には、2017年3月に愛知県名古屋市南区で80歳代の夫婦を殺害したとして強盗殺人罪に問われている被告人の男（2023年3月2日に名古屋地裁で死刑判決を言い渡されたが、その控訴中の同年12月13日に病死、そのため翌1月に公訴棄却）と養子縁組し、その被告人は浩二の養子として旧姓の「M」から「山田」姓に改姓している。

### 前科
山田は本事件より13年前の2002年2月 - 3月にかけ、男子中高生ら7人に対するわいせつ目的の監禁事件を起こし、懲役12年に処された前科があった。同事件では本事件と同様、寝屋川市駅（京阪本線）前など、周辺の京阪沿線で男子中高生らに道案内を頼み、車に誘い込んだ上で、ナイフを突きつけて手錠をかけ、手錠・粘着テープで両手足を縛って連れ回すもので、結果的に被害者を死亡させてはいなかったが、本事件と多くの共通点があった。
- 2002年3月1日 - 20時ごろ、大阪市西区南堀江一丁目の路上で自転車に乗り帰宅していた中学3年男子生徒（事件当時15歳）ら少年3人へ「警察のものだが、聞きたいことがある」と声を掛け、タクシーに3人を乗せて1つの手錠を交互に掛け、ナイフで脅迫した[15]。その後、京阪京橋駅近く（大阪市都島区・拉致現場から北東約5 km〈キロメートル〉）でうち2人を解放した一方、別のタクシーに乗り換えて残る1人を守口市内まで連れ回し、後ろ手に手錠を掛けて携帯電話などを奪った[15]。なおこの事件においてタクシーは事件を連絡しなかった[15]。
- 2002年3月8日（逮捕監禁・傷害） - 22時40分ごろ、京阪寝屋川市駅付近で乗用車を運転していた山田が17歳の少年2人（市内の公立高校2年生とその友人の無職少年）に車内から「道案内してくれ」と声を掛けて2人を後部座席に乗せた[16]。少年らに暴走族風の男数人の写真を見せて「知っている奴はいるか？」と尋ねたが、少年らが「知らない」と答えるとナイフを見せて脅し、2人の腕に手錠をかけた上で2人の衣服を脱がせて下着姿にし、粘着テープで両眼を目隠しした上で両手足首を縛った[16]。その状態で2人を連れ回した上、摂津市鳥飼上（寝屋川市駅から約4 km北西）で約4時間後に2人を降車させた際に男子高校生の顔に油のような液体をかけ、ライターで点火して軽い火傷を負わせたほか、無職少年にも肩などに軽傷を負わせた[16]。
- 2002年3月18日 - 17時ごろ、門真市の京阪古川橋駅前で白い乗用車を運転していた男が中学2年男子生徒（当時14歳）ら少年2人へ「守口にはどうやって行くの？」と道案内を頼み、車に乗り込んだ2人に手錠を掛けて小銭・携帯電話などを奪って車内に監禁した[15]。その後22時ごろまでに2人を解放したが、監禁中に少年らを門真市から守口市や大阪府・奈良県境付近などへ連れ回し、車内でわいせつ行為をした[15]。
- 2002年3月30日（逮捕監禁・恐喝事件） - 22時50分ごろ、寝屋川市香里南之町の路上[17]（京阪香里園駅付近）[14] で白い乗用車を運転していた山田が自転車で近くを通りかかった中学2年男子生徒（当時14歳）に「寝屋川市駅に行きたい。車に乗って道案内してくれ」と声を掛け、少年を後部座席に乗車させた[17]。車を走らせてからしばらくして停車し「俺は警察だ。持ち物を調べる」と脅し、少年の両手に手錠を掛けた上で現金1500円・携帯電話を奪い、翌31日0時40分ごろに寝屋川市田井町の駐車場（乗せた場所から南へ約1 km）で解放するまで少年を連れ回した[17]。
  - 同事件では事件後、被害者少年が奪われたレンタルビデオ店の会員証が使用されていたことからその点を調べたところ、不審者として浮上していた山田が店員・被害者の目撃情報と一致した[18]。
  - また同事件の被害者は本事件で山田が逮捕された後、『毎日新聞』大阪本社の取材に対し「山田に脅迫されて服を脱がされ、左太腿をナイフで切り付けられた。『殺される』と思い逃げようとしたが怖くて声も出せず、7時間ほど監禁された『屈辱の時間』だった。今回の事件で山田の映像をテレビで見て『あいつだ』とすぐにわかった。今でも許せない」と証言した[19]。

「警察官を装ったり道を尋ねたりして少年らを車に誘う手口」に加えて犯人の特徴がいずれも酷似しており、事件が主に京阪沿線で多発していたため、寝屋川署は事件発生当初からこれらの事件を「土地勘を持つ男による同一犯の可能性が高い」と推測しており、摂津警察署とともに当時の事件を逮捕監禁・傷害容疑で捜査した。結果、寝屋川署は2002年4月3日に逮捕監禁などの容疑（3月30日の事件）で山田を逮捕し、その後3月8日の逮捕監禁・傷害事件でも再逮捕した。
山田は逮捕監禁・傷害罪に加え、最終的には強制わいせつ・強盗・銃刀法違反など 8件の事件で起訴され、2003年5月に大阪地裁で懲役12年（求刑：懲役15年）の実刑判決を受けた。山田は判決を不服として大阪高裁に控訴し、控訴審では弁護人が山田の刑事責任能力を争って精神鑑定を求めたが却下され、2003年10月に同高裁で控訴棄却の判決が言い渡されて確定している。判決確定後、山田は2014年10月に出所するまで徳島刑務所で服役していた。
なお2005年には警察庁により「13歳未満への暴力的な性犯罪で服役し、刑務所を出所した元受刑者」を対象に警察官が定期的に面談し、再犯防止を狙う「再犯防止措置制度」が導入されていたが、山田は2002年事件の被害者少年が14歳 - 17歳だったため制度対象外だった。
山田は徳島刑務所を出所後、福島県で福島第一原子力発電所事故の除染作業員として働いており、8月13日前後に盆休みを利用して大阪に戻っていた。

## 事件の経過

### 事件前
事件直前の2015年8月11日未明、山田は東京都千代田区内（秋葉原）で警視庁の警察官から職務質問を受けた際にスタンガン・手錠が発見されたため警察署に任意同行されたが、山田はスタンガンを「護身用」と主張した上、スタンガンには電池が入っておらずすぐに使用できる状態ではなかったことから「犯罪性はない」と判断され解放された。なおこの手錠・スタンガンは山田が逮捕された後の家宅捜索などで発見に至っていない。

### 事件発生

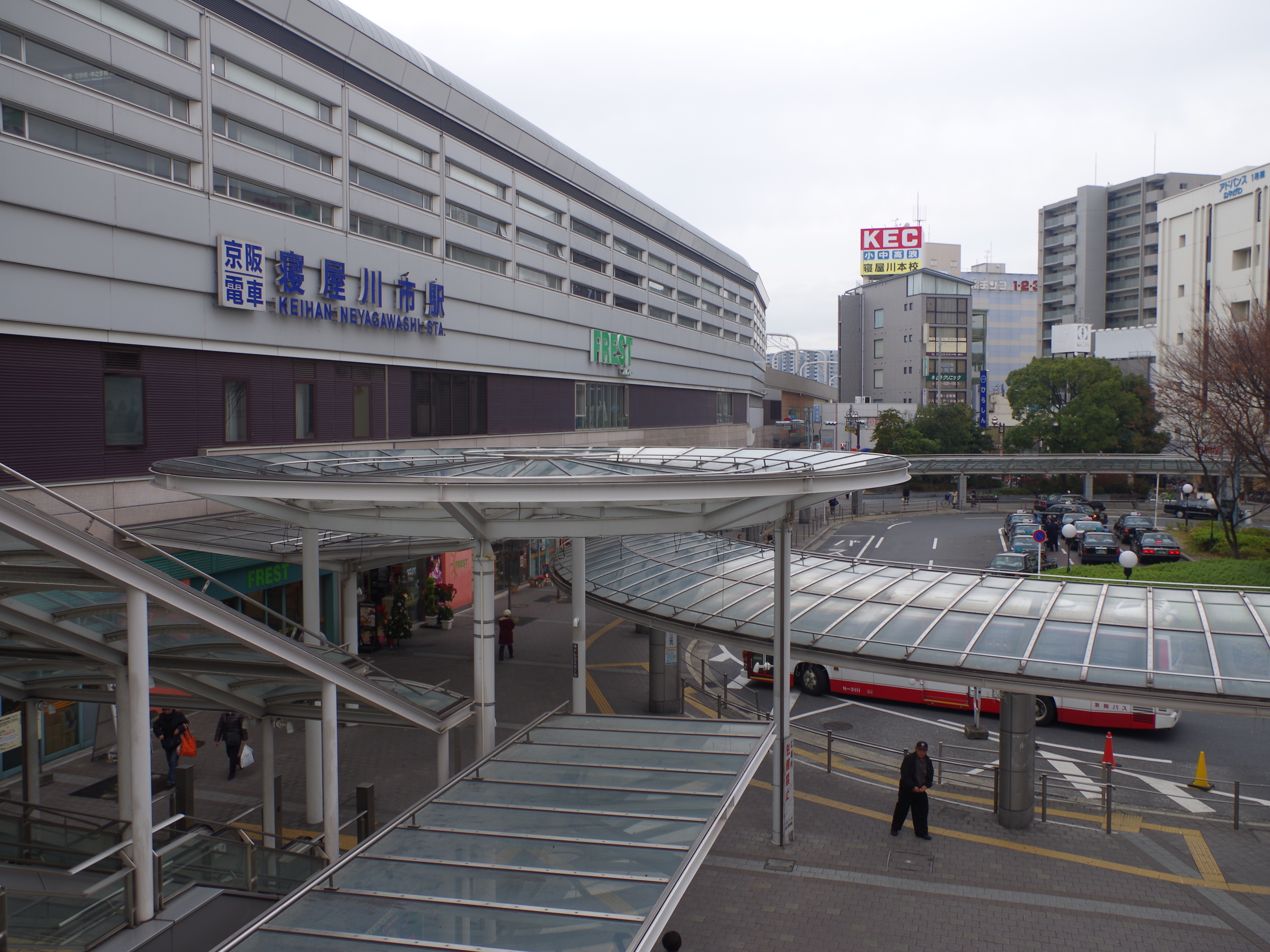
2人が最後に目撃された寝屋川市駅周辺

2015年8月12日午後9時ごろ、被害者の少年Bが少女Aに会いに行くと母親に告げて外出。午後9時半ごろ、AとBらしき男女が2人の自宅近くのコンビニエンスストアで目撃されていた。
8月13日未明、京阪本線寝屋川市駅前のアーケードを歩く2人の姿が防犯カメラの映像として残されており、午前5時ごろに防犯カメラに映ったのを最後に2人の足取りが途絶える。午前5時11分と午前5時17分に、当時45歳の男・山田浩二の軽ワゴン車（三菱・初代eKワゴン）が走行するのを近くの防犯カメラが捉えていた。
8月13日午後11時半ごろ、高槻市の物流会社駐車場でAの遺体が発見された。遺体は粘着テープで縛られ、左半身を中心に30箇所以上の切り傷があった。司法解剖により死亡推定時刻は午後7時半ごろ、死因は窒息と判明。この遺体発見の直前である午後10時34分から11時10分ごろまで不審な車が停車しているのを現場近くの防犯カメラが捉えている。
同日午後0時39分、後に発見されたBの遺体遺棄現場から1.5 km離れたコンビニエンスストアで粘着テープ2本を購入する山田の姿が防犯カメラに残されていた。この時に購入された粘着テープは被害者の遺体に巻かれたものと酷似していた。
捜査本部は防犯カメラの映像などから、不審な車の所有者が山田であることを特定。山田は前述の通り男子中高生らに対するわいせつ行為目的の監禁を行った前科があり、2014年10月に出所したばかりだった。
8月21日午前1時15分ごろ、大阪府警は大阪市北区の駐車場で山田の車を発見し追跡を開始、午前中に山田が数分間だけ立ち寄った柏原市の竹林を捜査員が捜索したところ、Bの遺体を発見し、夜になってB本人と確認。午後8時20分ごろ、大阪市城東区の路上でAに対する死体遺棄の容疑で山田を逮捕。Bの遺体は死後数日が経過して一部白骨化しており、死因も特定できなかったが、後に死因は首の圧迫と判明している。被害者BのズボンのポケットからはBの死亡時期より後に採取された山田とは別人の体液が発見されたため、大阪府警は山田が事件とは無関係な第三者の体液をなんらかの方法で入手し、21日の午前中に遺体発見現場の竹林に入った際にこの体液を残して第三者の関与を偽装した可能性があるとみて捜査した。

### 逮捕後
山田は逮捕当初「助手席には同乗者がおり、同乗者が女の子を殴るなどし、知らないうちに死んでいた」「（同乗者の）名前や年齢は言いたくない」などと供述した後に黙秘に転じた。捜査員が確認した複数の防犯カメラからは「同乗者」の存在は確認できなかった。
9月12日、Aに対する殺人容疑で山田を再逮捕。山田が黙秘に転じ、直接証拠が得られていない中、防犯カメラの映像や聞き取りから事件当日にBとAに接触できた人物は山田以外にあり得ないとして、山田単独による犯行と断定。また、山田の車内から検出した血液がAのDNA型とほぼ一致した。
10月2日、大阪地方検察庁は被害者Aに対する殺人罪で被疑者山田を大阪地方裁判所に起訴した。
12月22日、大阪地検は被害者Bに対する殺人罪で被疑者・被告人山田を大阪地裁に追起訴した。被害者2名の遺体から睡眠薬の成分が検出され、山田の車から数十錠の錠剤が発見されていた。その一方で被害者Aの死体遺棄容疑に関しては「被害者Aが遺棄された時点における生死がわからない」として嫌疑不十分で不起訴処分となった。
山田が黙秘を続けたことにより凶器・被害者の所有物など物的証拠が発見されなかった上に殺害場所・殺害方法などが明らかにならず事件の全貌特定が困難を極めたため、大阪地検は防犯カメラの映像を中心とした間接的な状況証拠のみで被告人山田を起訴した。
裁判員裁判を前に山田が知人に送った手紙には「I'm alone and Lonely…」と綴られ、「検察は私を起訴・死刑にするのが仕事」「裁判員に悪印象をもたれている。”名誉挽回”やるだけやって、裁判頑張るつもり」と裁判への意気込みなどが語られていた。一方で、これまでの取り調べで検察などに暴言を吐かれ国家賠償訴訟を検討しているとも明かした。

## 年表
- 2014年10月 - 懲役12年の刑に服した山田浩二が出所。
- 2015年8月11日 - 山田が盆休みを利用して職場の福島県から大阪に車で戻る。なお同日未明に秋葉原で職務質問を受け、スタンガンと手錠が発見され任意同行されるも犯罪性なしとして解放された。
- 8月12日
  - 午後9時 - BがAに会いに行くと母親に告げて外出。
  - 午後9時30分 - AとBらしき男女2人を自宅近くのコンビニエンスストアで住民が目撃。
- 8月13日
  - 午前5時ごろ - 防犯カメラに映ったのを最後に2人の足取りが途絶える。付近の防犯カメラにYの車が捉えられていた。
  - 午前中 - 堺市の大阪刑務所に立ち寄り、知人と面会。
  - 午後0時 - 柏原市のコンビニで粘着テープを購入する姿が防犯カメラに捉えられる。
  - 午後11時25分 - 枚方市の実家に帰宅。
  - 午後11時30分ごろ - 高槻市の駐車場でAの遺体が発見される。
- 8月14日から20日ごろまで
  - 大阪市の通天閣や千葉県の幕張にあるカレー店を訪れ、Facebookに投稿。
  - 職場の福島に戻り、除染作業を再開[38]。
- 8月20日 - 再び大阪に戻ってくる[39]。
- 8月21日
  - 午前1時15分 - 山田の車を大阪市北区で発見。尾行開始。
  - 午前中 - 山田が柏原市の竹林に立ち寄る。
  - 午後 - 山田が立ち寄った竹林を捜索したところ、Bの遺体を発見。夜になって本人と確認。
  - 午後8時20分ごろ - 大阪市城東区の路上でAに対する死体遺棄容疑で山田を逮捕。
- 10月2日 - Aに対する殺人罪で起訴。
- 12月22日 - Bに対する殺人罪で追起訴。
- 2018年
  - 11月1日 - 大阪地裁で初公判。
- 12月19日 - 大阪地裁が山田に死刑判決を言い渡す。弁護側は即日控訴した。
- 2019年
  - 5月18日 - 山田が控訴取り下げ、同日付で死刑が確定[40]。
  - 5月30日 - 山田の弁護人が山田による控訴取り下げを無効とする申し入れを大阪高裁に行う[41]。
  - 12月17日 - 大阪高裁第6刑事部が山田の控訴取り下げを無効とし、控訴審を開くことを決定[42]。検察は不服として最高裁への特別抗告（2020年2月25日棄却）と大阪高裁への異議申し立てを行った[43]。
- 2020年
  - 3月16日 - 大阪高裁第1刑事部が山田の控訴取り下げを無効とした同第6刑事部の原決定を取り消しし、審理を第6刑事部に差し戻す[44]。弁護側は最高裁に特別抗告したが6月17日付で棄却された[45]。
  - 3月24日 - 山田が2度目の控訴取り下げ。弁護人はこの2度目の取り下げについても無効とするように大阪高裁に申し入れた[46]。
  - 11月26日 - 大阪高裁第6刑事部は山田の2度目の控訴取り下げを有効と認める決定をした[47]。弁護側はこれを不服として異議申し立てを行った。
- 2021年
  - 3月22日 - 大阪高裁第1刑事部は弁護側による異議申し立てを棄却[48]、弁護側は最高裁に特別抗告。
  - 8月25日 - 最高裁第3小法廷は弁護側の特別抗告を棄却した。これにより山田の控訴取り下げの有効が確定され、控訴審は開かれることなく山田の死刑判決が確定した[5]。

## 刑事裁判

### 第一審
公判前整理手続は2018年（平成30年）10月26日時点で32回開かれ、2016年に第一審判決が言い渡された事件の平均6.1回に比して異例の長期手続きとなった。初公判（2018年11月1日）から結審（11月21日）までの3週間で計9回の公判が開かれた。
2018年11月1日に大阪地方裁判所（浅香竜太裁判長）で裁判員裁判の初公判が開かれた。被告人山田は遺族に土下座し、「このたび、経緯がどうであれ、すいませんでした。ずっと謝りたかった。病院に連れていけばよかった。ごめんなさい」と謝罪した。
一方で、Aへの殺人については「殺すつもりはなかった。大声を出すので、静止しようと思い口を抑えていたところ、手がずれ込んでしまい首を絞めていた。ショックを与えると蘇るかと思い、カッターで傷つけた」と殺意を否定し傷害致死を主張。Bへの殺人については「車内で痙攣を起こし、熱中症などの体調不良で動かなくなった」と無罪を主張して、起訴内容を否認した。
11月6日、2人の死因を鑑定した法医学者が証人尋問で「絞殺された被害者に見られるピンク色の歯の特徴ほか、頭蓋底のうっ血もあった」と証言。Bの側頭部に殴られた時にできるような内出血があったことも明らかにした。
11月19日に公判にて行われた被告人質問で、山田は逮捕当初「車内に同乗者がいた」と供述したことについて「当時は頭の中が混乱していた」と述べ、供述が虚偽だったことを認めた。また、少年Bを遺棄した場所の周辺にコンドームなどがあった事については、「大阪市内のサウナで、ごみ箱から他人の精液が入ったコンドームやティッシュを拾った。柏原市の現場で少年のズボンにコンドームを入れようとしたが、腐敗が進んでいたので、近くに置くだけにした」と答え、「他人のせいにしたかった」と偽装工作を認めた。

#### 死刑求刑・判決
11月21日の審理で論告求刑が行われ、第一審は結審した。検察側（大阪地検）は「極めて重大、悪質で社会的影響は大きい。荒唐無稽な弁解に終始しており、更生の余地もない」として山田に死刑を求刑した。山田は最終意見陳述で「当時の記憶に基づいて、本当のことを話した」「本当に申し訳ありませんでした」と謝罪した。
結審から判決まで協議が開かれたが、裁判員1人・補充裁判員2人の計3人から大阪地裁へ辞任の申し立てがあったため、大阪地裁は11月21日・30日付で補充裁判員2人を、12月3日付で裁判員1人を解任した。しかし他に2人いた補充裁判員のうち1人を新たに選任したため判決は予定通り言い渡された。
12月19日に判決公判が開かれ、大阪地裁（浅香竜太裁判長）は「山田は被害者2人を殺意を有した上で殺害しており完全責任能力を有していた」と殺意を認定。また、山田の供述を「信用できないというにとどまらず、虚偽だと言わざるを得ない」「成り立ちようがなく、作り話だ」と指摘し、検察側の求刑通り山田に死刑判決を言い渡した。
山田の弁護人は判決を不服として同日付で大阪高等裁判所に即日控訴したほか、山田本人も重ねて2018年12月31日付で大阪高裁へ控訴する手続きを取った。

### 控訴取り下げ後の裁判

#### 1度目の控訴取り下げ
山田は収監先・大阪拘置所にて第一審判決直前の2018年12月7日に『朝日新聞』記者・畑宗太郎の取材を受けた際に「裁判は第一審では終わらないだろう。死刑判決が出れば弁護人が、それ以外の判決でも検察官が控訴するだろう」と語っていたほか、2019年（令和元年）5月までに『読売新聞』・『毎日新聞』記者から複数回取材を受けた際にもそれぞれ引き続き係争する意向を示していた。
しかし山田は2019年5月18日に大阪拘置所内で就寝時間までにボールペンを返却しなかったことから看守とトラブルになり懲罰が予想される事態に「もうどうでもいい」と自暴自棄になり、弁護人を含めて誰にも相談することなく控訴取下書を書いて大阪高裁に提出し、同日付で受理されたため死刑判決が確定した。死刑確定直後の2019年5月21日、死刑囚（死刑確定者）となった山田は収監先・大阪拘置所内で『毎日新聞』記者との接見に応じ、前述の控訴取り下げに至る経緯・弁護人に事前に伝えなかったことなどを明かした。

#### 控訴取り下げの有効性をめぐる裁判
山田の弁護人は5月30日付で大阪高裁へ「死刑囚山田自身による控訴取り下げは無効であり控訴審を再開すべきである」とする申し入れをした。通常、死刑判決を受けた被告人が控訴を取り下げた場合は死刑が確定するが、弁護人が「控訴取り下げは無効」と主張した場合の取り扱いに関しては明確な規定がない。控訴取り下げ後に撤回を申し立てても「控訴取り下げは有効」として棄却されるケースがほとんどだが、藤沢市母娘ら5人殺害事件（1981年 - 1982年発生 / 2004年死刑確定）のように例外的に「控訴取り下げは無効」と認められ控訴審が再開された事例も存在する 。
この申し入れにより、山田の控訴取り下げを有効として一審の死刑判決を確定とするか、または同取り下げを無効として控訴審を行うかを判断する係争が以後2年以上に渡って行われることとなった。

##### 大阪高裁第6刑事部
12月17日付で大阪高裁第6刑事部（村山浩昭裁判長）は「死刑囚山田自身による控訴取り下げは看守とのトラブルにより自暴自棄に陥った末の行動であり、取り下げがもたらす結果（死刑確定）を明確に意識できていなかった可能性がある。そのような状況下でなされた取り下げの効力には疑義がある」として、死刑囚山田による控訴取り下げを無効とし、控訴審を開くよう決定した。被告人自身が求めた控訴の取下の無効が認められたのは異例のことだった。大阪高等検察庁は同決定を不服として2019年12月20日付で最高裁判所への特別抗告と、大阪高裁への異議申し立てを行った。

##### 検察の特別抗告・異議申し立て
2020年2月25日に最高裁第三小法廷（宮崎裕子裁判長）は「高裁が控訴取り下げを無効と認める決定を出した場合は、同決定から3日以内にその高裁へ異議を申し立てるのが相当であり、特別抗告は不適法である」として大阪高検の特別抗告を棄却した。
一方で、大阪高検による大阪高裁第6刑事部決定に対する異議審では、異議申し立てを受けていた大阪高裁第1刑事部（和田真裁判長）が同年3月16日付で「第6刑事部の『直ちに判決を確定させることに強い違和感があるため、控訴審を再開すべきだ』という決定は合理的な根拠を示しておらず、被告人山田の訴訟能力に関する判断材料も不足している」と指摘して原決定を取り消し、審理を第6刑事部に差し戻す決定を出した。これを不服とした弁護側は3月23日付で最高裁へ特別抗告を申し立てた。

#### 2度目の控訴取り下げ・無効申し立て
山田はこの係争中の3月24日、大阪拘置所側に手紙の受発信に不審を抱かれ処罰が加えられる可能性もあったことなどから、再び控訴取り下げを求める書面を提出した。被告人が2度に渡って控訴を取り下げるのは極めて異例とされる。 しかしこの2回目の控訴取下書は提出から2か月近くが経過した5月19日時点でも、新型コロナウイルスの感染拡大による影響から保留されたまま正式に受理されておらず、弁護人は5月14日付でその取下書についても無効とするよう大阪高裁に申し入れた。事態は1回目の控訴取り下げの有効性をめぐる係争中に2回目の控訴取り下げが被告側から再び提出され、それについても無効申し立てがなされるという異例の展開になった。
6月17日付で、最高裁第一小法廷（池上政幸裁判長）は弁護側が3月23日付で申し立てていた特別抗告を棄却する決定を出したため、控訴取り下げの有効性については大阪高裁で再び審理し直されることとなった。

##### 大阪高裁第6刑事部（差戻審）・最高裁
大阪高裁第6刑事部（村山浩昭裁判長）は11月26日付で、2度目の控訴取り下げについて、「控訴を取り下げれば死刑が確定することを明確に意識した上で提出したと考えられる」として、有効と認める決定を出した。この決定の主文は「1 本件控訴は、被告人の令和2年3月24日付け書面による控訴の取下げによって終了した。」「2 当裁判所が、令和元年12月16日にした、第1審判決の執行を令和元年12月17日午後3時から、令和元年5月18日に下控訴取下げの効力に関する決定があるまで停止する旨の決定は、これを取り消す。」というものである。すなわち、山田が2度目の控訴取下げを行った同年3月24日をもって死刑が確定したことになる。
同刑事部は、2019年の控訴取下げ（第1取下げ）については「第1取下げの効力について判断しようとすると、異議審の決定によって、被告人の訴訟行為能力についての更なる調査と検討が必要になるが、本件取下げについては、必ずしもそうではない。」「第1取下げが有効であるとしても、本件訴訟が終了する（原判決が確定する）ことは同じであり、その時点が異なるだけである。本件は、原判決の結論が死刑であり、判決確定日やこれに連動する刑の始期が、刑の執行上大きな意味を有するとは考えにくい。」などとして、「判決確定日に違いが生じ得るとしても、第1取下げの効力についてさらに審理を進めて時間をかけるよりも、本件取下げの効力について検討してその判断を示すべき」として、その有効性に対する判断をせず、3月24日になされた2度目の控訴取下げ（本件取下げ）についてのみ、その有効性を検討した。結果、山田は雑誌主宰者宛に書いた手紙で、控訴を取下げれば死刑が確定することを理解している旨を綴った上で、大阪拘置所側の処遇を「いじめ・嫌がらせ」と受け取っており、その不満から控訴を取下げ、自ら死刑に処される旨も綴っていたことなどから、それを無効と考える余地はないと結論づけた。
同決定に対し、弁護人は11月30日付けで異議申し立てを行ったが、大阪高裁第1刑事部（和田真裁判長）は2021年3月22日付で異議申し立てを棄却する決定を出し、これを受けた弁護側の特別抗告も最高裁第三小法廷（宇賀克也裁判長）が2021年8月25日付で棄却したため、控訴審の審理は開かれないことが確定した。

## 死刑確定後
2019年の控訴取り下げ無効決定後、山田は月刊誌『創』編集長の篠田博之と接見し、同誌2020年3月号（2020年2月発売）に獄中手記を寄せた。山田は控訴取り下げ後、大阪拘置所内での処遇は「未決者」（被告人）から「死刑確定者」に切り替わっていたが、2019年12月17日の第6刑事部決定（控訴取り下げは無効）を受けて未決者（被告人）としての処遇に戻され、接見禁止が解除された。しかし、第6刑事部が2020年11月26日付で出した「取り下げ有効」決定により、再び死刑確定者としての処遇になり、外部交通権を制限されている。
山田は死刑が確定した直後に公表した手記で、今後再審請求することを明かしていた。しかし山田はその後、弁護士に対して再審請求弁護人になることを要請する手紙を出したがその手紙を黒塗りにされたとして国に賠償請求を求める民事訴訟を起こし、2025年2月28日に大阪地裁（裁判長:横田典子）で開かれた判決公判にて、国に6万円余りの賠償を命じる判決が出された。

## 関連書籍
- 山田浩二 著、片岡健 編『さよならはいいません ―寝屋川中1男女殺害事件犯人 死刑確定に寄せて』KATAOKA、2019年6月4日。ASIN B07SS58VDD。